# Асоціація футболу Волині
Асоціація футболу Волині — обласна громадська спортивна організація, заснована 10 жовтня 1997 р. Є колективним членом Українська асоціація футболу. Головна мета її діяльності — сприяння розвитку та популяризації футболу у Волинській області.

## Турніри
Під егідою Асоціації футболу Волині відбуваються такі регулярні змагання:
- Чемпіонат Волинської області з футболу
- Кубок Волинської області з футболу

## Голови асоціації
| Голова                          | Строк       |
| ------------------------------- | ----------- |
| Безуглий Ігор Вікторович        | 1988 — 2009 |
| Столяр Василь Андрійович        | 2009 — 2013 |
| Кварцяний Віталій Володимирович | 2013 —      |